# Wonders of Life

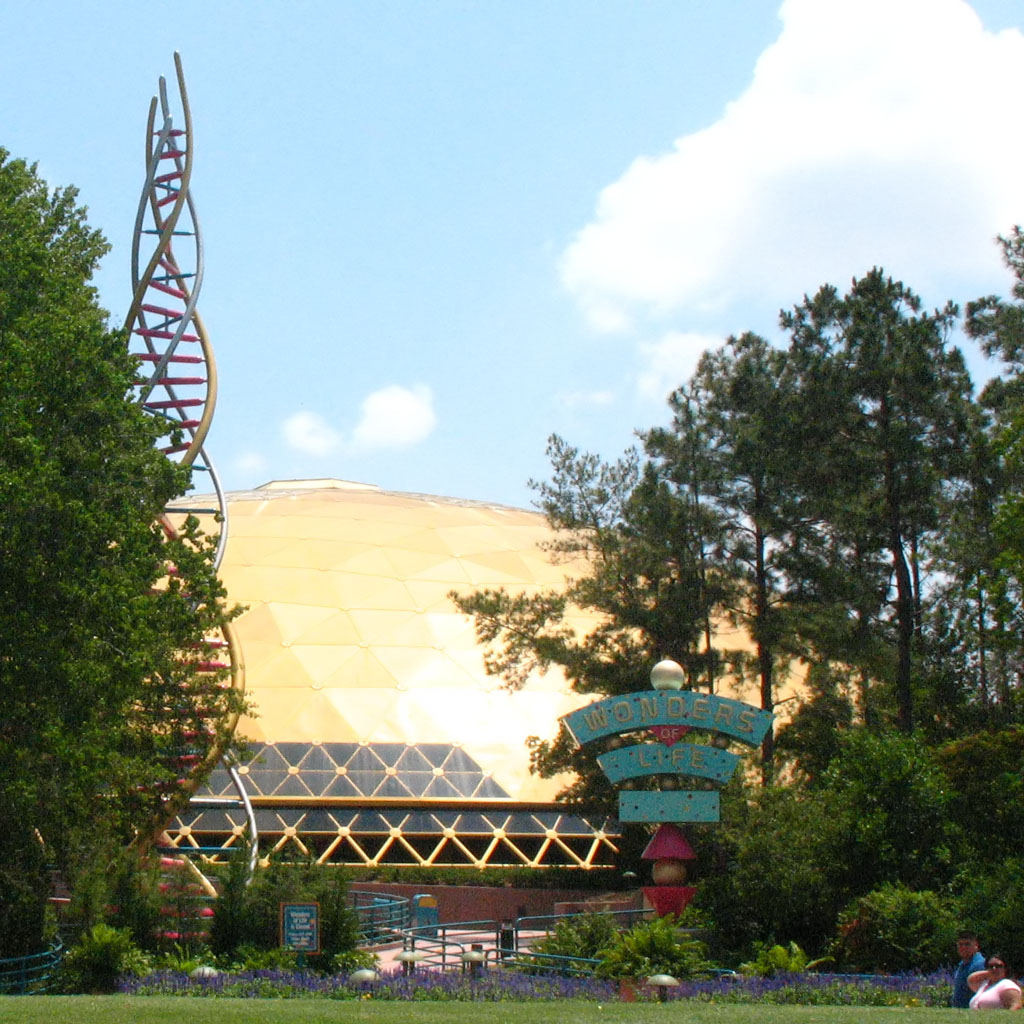
Zicht op de koepel en entree van het paviljoen

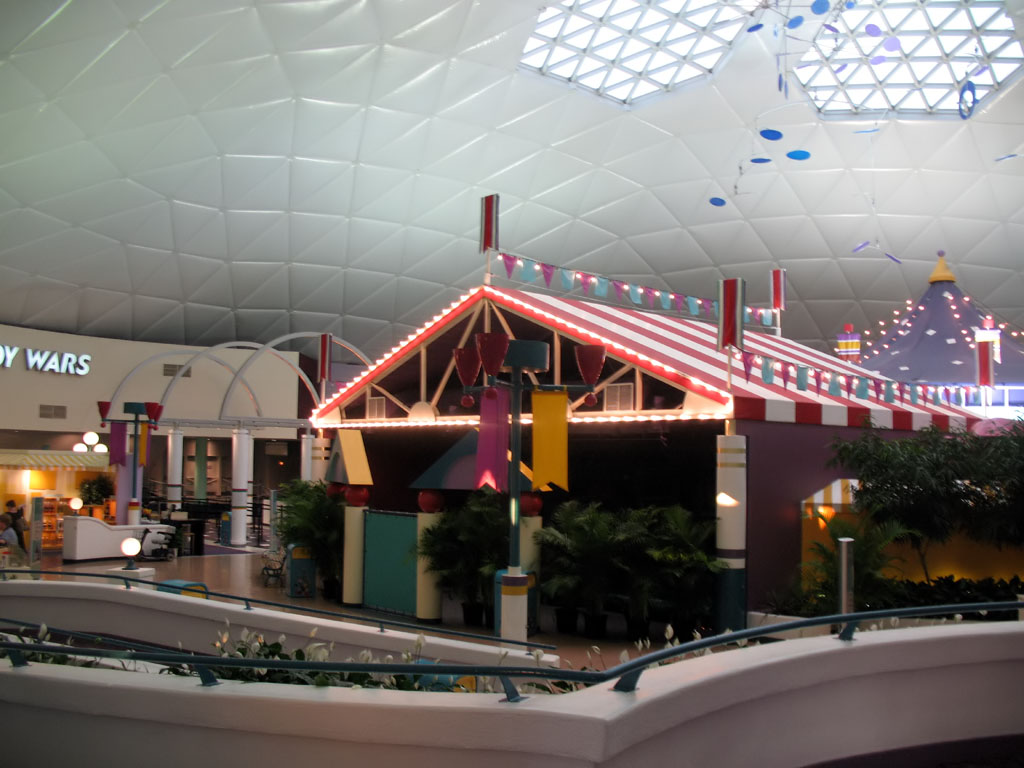
Interieur van het paviljoen in oktober 2007, tijdens het Epcot Food and Wine Festival

Het Wonders of Life-paviljoen was een onderdeel van Future World in Epcot in het Walt Disney World Resort in Florida en werd geopend op 19 oktober 1989. Het paviljoen werd gesloten op 1 januari 2007, om vóór 2021 te worden vervangen door het aangekondigde PLAY!-paviljoen.

## Geschiedenis
Het idee voor een paviljoen waarin gezondheid en fitness aan het licht werden gesteld was er al vanaf het originele concept voor Epcot. Omdat er echter geen sponsor kon worden gevonden voor het paviljoen, werd het niet opgenomen bij de openingsfase van het park. Totdat MetLife tekende en het paviljoen opende op 9 oktober 1989. Bij de opening waren de twee hoofdattracties van het paviljoen aanwezig: Body Wars en Cranium Command, tezamen met de film Goofy Abouy Health.
Toen MetLife in 2001 de sponsoring voor het paviljoen stopzette, ging het paviljoen langzaam achteruit. In januari in 2004 werd daarom bekendgemaakt dat het paviljoen alleen nog maar seizoensgebonden zou openen. De laatste keer dat het paviljoen opende, was van 26 november 2006 tot 1 januari 2007. Op 5 augustus van datzelfde jaar werden het entreebord en het standbeeld van het DNA voor het paviljoen verwijderd. Er werd geen officiële reden gegeven voor de sluiting van het paviljoen, maar er werd gespeculeerd dat de stopzetting van de sponsoring door MetLife, lage bezoekerscijfers voor het paviljoen en een gebrek aan onderhoud aan de attracties de voornaamste oorzaken waren.
In 2007 werd het paviljoen tijdelijk geopend om het Epcot Food and Wine Festival plaats te laten vinden in het paviljoen. Er waren toen echter wel schermen voor de ingangen van de attracties geplaatst. Twee jaar later, tijdens hetzelfde evenement, waren verschillende kraampjes in het paviljoen verdwenen. Ook kreeg het paviljoen een verfbeurt, waarbij het interieur in de kleuren wit en groen werd geschilderd. Tot en met 2019 werd het paviljoen nog enkel geopend om het Epcot Food and Wine Festival en het Epcot Flower and Garden Festival hierin plaats te laten nemen. Bij deze evenementen werden er in het paviljoen onder andere video's en presentaties getoond en gehouden. Alle oorspronkelijke attracties waren buiten bedrijf en de bewegwijzering hiernaartoe werd verwijderd.
In 2019 werd bekendgemaakt dat het paviljoen zou worden omgebouwd tot een nieuw paviljoen rondom het idee van spelen: het PLAY!-paviljoen. Dit paviljoen zou moeten openen vóór het 50-jarig jubileum van het Walt Disney World Resort in 2021.

## Beschrijving
Het Wonders of Life-paviljoen is gevestigd in een kenmerkend gebouw met een grote, goudkleurige koepel. In het gebouw zijn enkele attracties (geheel of gedeeltelijk al dan niet afgebroken) te vinden, waaronder Body Wars een simulator door de bloedsomloop van het menselijk lichaam, Cranium Command, een film- en animatronicshow over de hersenen en The Making of Me, een korte film over de geboorte en het leven met in de hoofdrol Martin Short.
Tevens waren er in het paviljoen enkele kleinschalige activiteiten te vinden, zoals Goofy About Health, een show over gezondheid, gepresenteerd door Goofy, Coach's Corner, een schommel, Fitness Fairgrounds waar mensen hun atletieke vaardigheden kunnen ontdekken, Sensory Funhouse, een interactieve ruimte, Frontiers, waar informaties over medicijnen wordt gegeven en de Wonder Cycles, waar men op fietsen naar een TV kan kijken zodat het lijkt alsof men elders aan het fietsen is. Er waren ook regelmatig optredens van de Anacomical Players, die met pensioen gingen in 2000.
Ook kende het paviljoen een winkeltje, de Well and Goods Limited, en een eettentje, Pure & Simple, waar diverse snacks werden verkocht.

## Faciliteiten

### Attracties
- Body Wars
- Cranium Command
- The Making of Me

### Eetgelegenheden
- Pure & Simple

### Winkels
- Well and Goods Limited

### Entertainment
- Anacomical Players
- Coach's Corner
- Fitness Fairgrounds
- Frontiers
- Goofy About Health
- Sensory Funhouse
- Wonder Cycles